# Займище (Нікольський район)
За́ймище (рос. Займище) — присілок у складі Нікольського району Вологодської області, Росія. Входить до складу Нікольського сільського поселення.

## Населення
Населення — 71 особа (2010; 85 у 2002).
Національний склад (станом на 2002 рік):
- росіяни — 100 %